# Orgburó
Orgburó és la contracció del terme anglès Organizational Bureau, derivat al seu torn del rus организационное бюро, en català Oficina d'Organització. Dins la jerarquia de l'antic Partit Comunista de la Unió Soviètica era un subcomitè del Politburó, creat per prendre les decisions que feien referència a l'organització del treball en l'antiga Unió Soviètica. Existí entre el 1919 i el 1952, en què fou abolit i les funcions transferides al Secretariat del partit.

## Funció de l'Orgburó
L'Orgburó era el segon comitè en la jerarquia del Comitè Central del partit, creat per establir l'organització laboral en la Unió Soviètica. El Orgburó supervisava el treball dels comitès locals del partit i tenia atribucions per seleccionar i assignar càrrecs a membres del Partit Comunista allí on fossin necessaris. Les funcions de l'Orgburó i del Politburó estaven sovint relacionades, tot i que les decisions finals eren preses per aquest darrer estament. Mentre el Politburó es preocupava essencialment de la planificació estratègica, de la supervisió dels ciutadans i de l'estat del país, l'Orgburó s'encarregava de la distribució adient de la força laboral al servei de l'Estat.

## Elecció i atribucions dels funcionaris
L'Orgburó, que era supervisat per una de les secretaries del Comitè Central, s'elegia de forma similar al Politburó i el Secretariat, a través dels plens del Comitè Central. El primer Orgburó, que constava de tres membres, fou elegit el 16 de gener de 1919 en la reunió del Comitè Central d'aquell any. Aquesta situació fou modificada poc després, amb tot, en el Vuitè Congrés del partit, entre el 8 i el 23 de març de 1919, quan es feren esmenes als càrrecs del Politburó, l'Orgburó i el Secretariat. Així, el ple del Comitè Central designà aquest cop cinc membres per a l'Orgburó el 25 de març de 1919. Per bé que algunes figures de primer ordre en el partit foren al mateix temps membres de l'Orgburó i del Politburó (Stalin i Molotov entre d'altres), habitualment els membres de l'Orgburó eren membres del partit de menor importància amb relació a aquells electes al Politburó i al Secretariat.